# ماري شتاينر
ماري شتاينر (بالروسية: Сиверс, Мария Яковлевна фон)‏ (و. 1867 – 1948 م) هي ممثلة، ومصممة رقص من الإمبراطورية الروسية، والاتحاد السوفيتي، ولدت في فوتسوافك، توفيت في بيتنبرج، عن عمر يناهز 81 عاماً.